# Modulación por desplazamiento de frecuencia

Ejemplo de modulación binaria FSK.

La modulación por desplazamiento de frecuencia o FSK —del inglés Frequency Shift Keying— es una técnica de modulación para la transmisión digital de información utilizando dos o más frecuencias diferentes para cada símbolo. La señal moduladora solo varía entre dos valores de tensión discretos formando un tren de pulsos donde uno representa un "1" o "marca" y el otro representa el "0" o "espacio". 
En la modulación digital, a la relación de cambio a la entrada del modulador se le llama bit-rate y tiene como unidad el bit por segundo (bps).
A la relación de cambio a la salida del modulador se le llama baud-rate. En esencia el baud-rate es la velocidad o cantidad de símbolos por segundo.
En FSK, el bit rate = baud rate. Así, por ejemplo, un 0 binario se puede representar con una frecuencia f1, y el 1 binario se representa con una frecuencia distinta f2.
El módem usa un VCO, que es un oscilador cuya frecuencia varía en función del voltaje aplicado.
Índice modulación general para una {\displaystyle {M}{FSK}_{n}=(2\Delta f)/[(M-1)R_{symb}]}
Siendo:
{\displaystyle \Delta f}: máxima desviación en frecuencia; 
{\displaystyle R_{symb}}: Velocidad de símbolo por segundo

## Conceptos
La figura muestra una señal modulada FSK que responde a la función: 
{\displaystyle A\cdot sen(2\pi (f\pm \Delta f)t),}
cuando la moduladora es binaria. El signo ± depende de que el bit a transmitir sea el cero o el uno: 
{\displaystyle f_{1}=f+\Delta f}, {\displaystyle f_{0}=f-\Delta f}
Esta señal FSK es una sinusoide de amplitud constante A, que “salta” entre dos frecuencias diferentes {\displaystyle f_{0}} y {\displaystyle f_{1}}.
El salto de frecuencia {\displaystyle \Delta f} alrededor de la frecuencia central {\displaystyle f} de la portadora, se denomina genéricamente en cualquier sistema de FM “desviación de frecuencia” y es un valor constante del que depende el ancho de banda de la señal modulada.
El modulador más simple de FM es un conmutador que selecciona entre dos portadoras de frecuencias {\displaystyle f_{0}} y {\displaystyle f_{1}} al ritmo que marca la señal moduladora.
Este tipo de modulación por conexión y desconexión se denomina “conmutación de variación de frecuencia” o “conmutación de variación de portadora”.
La expresión general de una señal FSK cuando la moduladora X(t) utiliza un código multinivel es:
{\displaystyle A\cdot sen(2\pi (f+X(t)\Delta f)t)}
El que la amplitud de la señal modulada sea constante y que la información se codifique con valores de frecuencia, hace que la señal FSK sea casi inmune al ruido aditivo del canal, dado que éste afecta sobre todo a la amplitud.
La modulación ASK tiene el inconveniente de que es muy sensible al ruido que se acumula a lo largo del canal, por lo que la relación señal-ruido (S/N) a la entrada del receptor puede ser tan baja, que la probabilidad de error no sea tolerable. Esta es la causa por la que no se utiliza la modulación ASK para transmitir datos a alta velocidad a menos que el medio de transmisión garantice una adecuada S/N, como en el caso de la fibra óptica.
Sin embargo, a la modulación FSK no le afecta el ruido aditivo del canal, dado que la señal modulada codifica la información con los cambios de frecuencia, es decir, el receptor solo tiene que contar el número de cruces por cero de la señal que recibe.
Por tanto, suprime el ruido simplemente recortando la amplitud de la señal FSK, sin que ello afecte a la información.
Solo cuando el nivel de ruido es tan alto que llega a forzar el paso por cero de la señal, es cuando se producen errores.
Esto es tanto como suponer que S/N = 0dB, es decir, S = N.
El comportamiento frente al ruido de las señales moduladas en frecuencia es mucho mejor que el de las señales moduladas en amplitud, pero a cambio, el ancho de banda de las señales FM es mayor que el de las señales AM.

## FSK de banda reducida
Es una variante de FSK que se obtiene cuando la variación de frecuencia de la señal modulada da como resultado una diferencia de fase menor que π/2. El índice de modulación es pequeño. Su espectro de frecuencias es similar al de ASK. Se diferencian en que la amplitud de las armónicas se ve afectada por la frecuencia, superponiéndose a la FSK. Existe una coincidencia entre el ancho de banda necesario para ASK y para FSK de banda reducida.

## Transmisión de desplazamiento mínimo del FSK
Recibe el nombre de MSK y su manera de transmitir es mediante el desplazamiento de la frecuencia de fase continua, CPFSK.
Es un FSK binario, salvo por la sincronización de las frecuencias de espacio y marca, a razón de bit de entrada binario, que se seleccionan de tal forma que difieren de la frecuencia central por un múltiplo impar de la mitad de la razón de bit:
{\displaystyle n(fb/2)}, siendo n un número entero impar.
De esta manera, en la señal de salida analógica, aseguramos que exista una transición de fase fluida al variar de una frecuencia de espacio a una de marca.